# Kanzleiformat
Das Kanzleiformat war ein früheres deutsches Papierformat, das fast ausschließlich im behördlichen und juristischen Schriftverkehr benutzt wurde. Ein Kanzlei entsprach einem Bogen Papier mit den Abmessungen von 33 cm mal 42 cm. In der Regel wurde es jedoch einmal zusammengefaltet (halbiert) verwendet, so dass seine Größe häufig auch mit 33 cm × 21 cm angegeben wird.
Es war ungefähr bis 1922 im Gebrauch, dann wurde es durch das DIN-A4-Format 29,7 cm × 21 cm ersetzt.
Selten verwendet man den Begriff Kanzleipapier noch heute, dann meint man damit einmal zusammengefaltete DIN-A3-Blätter.